# Lijst van burgemeesters van IJzendijke
Dit is een lijst van burgemeesters van de voormalige Nederlandse gemeente IJzendijke tot die gemeente in 1970 opging in de gemeente Oostburg.
| Ambtsperiode | Naam burgemeester                                                          | Partij of stroming | Bijzonderheden                                                                                       |
| ------------ | -------------------------------------------------------------------------- | ------------------ | --- |
| 1796 - 1797  | Johannis van Tiffelen                                                      |                    | agent municipal                                                                                      |
| 1797 - 1799  | Daniel Kock                                                                |                    | agent municipal, daarna president; tevens notaris                                                    |
| 1798 - 1799  | dr. Joannes Benedictus Mortier                                             |                    | agent municipal                                                                                      |
| 1799 - 1801  | Pieter Kriel                                                               |                    | agent municipal, daarna maire provisoir                                                              |
| 1802 - 1807  | Clement Abraham Christiaansen                                              |                    | maire                                                                                                |
| 1808 - 1820  | mr. Johannes Isaak Benteijn                                                |                    | maire, daarna provisioneel burgemeester; tevens notaris                                              |
| 1821 - 1853  | Jacobus Brevet                                                             |                    | burgemeester, tevens notaris                                                                         |
| 1853 - 1880  | Dolphing Bekaar                                                            |                    | tevens burgemeester van Biervliet (1857-1880), Hoofdplaat (1853-1880) en Waterlandkerkje (1853-1880) |
| 1881 - 1901  | Christiaan de Vos                                                          |                    | tevens burgemeester van Biervliet                                                                    |
| 1901 - 1920  | Jan Adriaan Neeteson                                                       |                    | |
| 1920 - 1937  | Antonius Ægidius Hendrikse                                                 | RKSP               | tevens burgemeester van Waterlandkerkje (1905-1937)                                                  |
| 1938 - 1944  | jhr. Lodewijk Eduard Diederik Sebastiaan von Bönninghausen tot Herinckhave |                    | |
| 1944         | A.C. Cammaert                                                              |                    | |
| 1944 - 1945  | A.C. Brouwer                                                               |                    | waarnemend                                                                                           |
| 1945 - 1946  | François Aarnout van Rosevelt                                              |                    | waarnemend, tevens burgemeester van Schoondijke                                                      |
| 1946 - 1958  | jhr. Lodewijk Eduard Diederik Sebastiaan von Bönninghausen tot Herinckhave |                    | later burgemeester van Terheijden                                                                    |
| 1959 - 1968  | Jean Jacques Maria Ficq                                                    |                    | later burgemeester van Wittem                                                                        |
| 1968 - 1970  | Renirus Adrianus Joseph den Boer                                           | KVP                | waarnemend, tevens burgemeester van Sas van Gent                                                     |